# Jarvis Tarkong
Jarvis Sadam Blesam Tarkong (ur. 4 listopada 1996) – palauski zapaśnik walczący w obu stylach. Zajął szesnaste miejsce na mistrzostwach świata w 2016. Czterokrotny mistrz igrzysk mikronezyjskich w 2014 i 2018. Ośmiokrotny medalista mistrzostw Oceanii w latach 2015 – 2019 roku.